# Pulau Bukom
Pulau Bukom (毛广岛, புளு புகோம்) est une île située dans le Sud de l'île principale de Singapour. 

## Géographie
Située à 5 km de Singapour, au large du détroit de Singapour, elle s'étend sur environ 2,7 km de longueur pour une largeur approximative de 1 km.

## Histoire
Pulau Bukom apparaît dans la carte de Franklin et Jackson comme Po. Bukum en 1828. À l'origine occupée par une mangrove et source d'eau douce pour les navires, en 1884, un commerçant nommé Gagino y créé une compagnie d'eau.
En 1891, une exploitation pétrolière s'y installe lorsque Samuel & Co. de Londres décide d'utiliser Singapour comme base pour l'importation et la distribution de kérosène en provenance de Russie. Syme & Co., une maison de commerce de Singapour, est alors chargée d'établir et de gérer un dépôt de pétrole car le site comporte un port profond et protégé tout en étant proche de l'île principale de Singapour.
En septembre 1891, Syme & Co. achète ainsi huit hectares de terrain sur l'île  pour 3 000 $ au propriétaire de l'île, le capitaine Giovanni Gaggino, et commence aussitôt la construction d'un dépôt de pétrole. Les installations de stockage sont complétées par un quai et des pipelines pour transférer l'huile entre le navire et le réservoir. Construit pour un coût de plus de 60 000 $, le dépôt, qui avait une capacité de stockage de 4 500 tonnes, ouvre ses portes le 16 septembre 1892. Il est toujours en activité.